# Szerhij Ivanovics Koszenko
Szerhij Ivanovics Koszenko (ukránul: Сергій Іванович Косенко, oroszul: Сергей Иванович Косенко, Szergej Ivanovics Koszenko) (Kijev, 1956. május 6. –) szovjet színekben világbajnok ukrán tőrvívó.